# Казахская керамика
Казахская керамика — совокупность традиций искусства керамики, сложившаяся на территории современного Казахстана.
Наиболее ранними образцами керамики, обнаруженными на территории современного Казахстана, являются лепные горшки эпохи неолита. Предметы обладают сферической формой и украшены точечным орнаментом в виде прямых и синусоидальных линий. Встречаются на территории современных Карагандинской и Павлодарской областей, а также в Атырауской области.
Керамика андроновской и Бегазы-Дандыбаевской культур относится к эпохе бронзы. Образцы становятся более разнообразными по форме и характеризуются преобладанием в рисунке геометрического орнамента — меандра, ломаных линий, треугольников. Начинают использоваться цветная глина и глазурь.
В культурах железного века (хунну, усуни, кангюи), располагавшихся на территории Южного Казахстана, гончарное искусство играло значительную роль в хозяйстве. Разнообразная по форме и функциям посуда (котлы, кувшины, миски, чашки) изготавливалась в основном на гончарном круге.
В Средние века благодаря развитию торговли через Великий шёлковый путь мастерство ремесленников в присырдарьинских и семиреченских городах достигли высокого уровня. В числе центров керамики тех времён были Отрар, Тараз, Сарайчик. До наших дней дошли кувшины, хумы, глиняные кумганы, пиалы, светильники, украшенные растительным и зооморфным орнаментами. Использовались эпиграфика, цветная глазурь, техника подглазурной росписи. Помимо посуды, из глины изготавливались традиционные низкие столики — дастарханы.
Благодаря влиянию тенгрианства широкое распространение в средневековой казахской керамике получили бирюзовые и синие цвета. С приходом монголов стали распространяться зелёные цвета.
Керамика XV—XVII веков отличается более низким качеством как выделки, так и используемых материалов. Появляются предметы, роспись которых подражает китайским изделиям.
В советские годы массовым изготовлением керамической продукции в Казахской ССР занимались Алма-Атинский экспериментальный завод художественной керамики, Капчагайский и Кокчетавский фарфоровые заводы.